# Визуални ефекти
Визуални ефекти (или съкратено VFX  – Visual Effects) е термин, даден на една подкатегория специални ефекти, в които изображения или кадри от филм се обработват и манипулират в процеса на обработката на филми, реклами и музикални видеоклипове. Визуалните ефекти обикновено включват вмъкване на кадри, създадени с компютърна графика с цел да се създадат сцени и среда, изглеждащи реалистично, които биха били опасни, много скъпи или просто невъзможни за пресъздаване на живо. Обработката на филмовия материал се осъществява с програми за дигитална анимация, 3D ефекти и композиция като Maya, 3ds Max, Combustion, Flint, Flame, Inferno, Smoke на фирмата Autodesk, Shake на Apple, Eyeon Fusion на Eyeon и други.
Визуалните ефекти започват все повече да се използват и да навлизат в съвременното кино. Могат да се споменат по този повод филми като сагата „Междузвездни войни“, „Терминатор“, „Нощен патрул“, „Матрицата“, „Аватар“ и много други.